# Rio Paiva
Rio Paiva este o arie protejată (sit de importanță comunitară — SCI) din Portugalia întinsă pe o suprafață de 14.525,38 ha, integral pe uscat.

## Localizare
Centrul sitului Rio Paiva este situat la coordonatele 40°53′21″N 7°54′46″W / 40.8893°N 7.9129°V.

## Înființare
Situl Rio Paiva a fost declarat sit de importanță comunitară în iunie 1999 pentru a proteja 1 specie de plante și 20 de specii de animale.

## Biodiversitate
Situată în ecoregiunea mediteraneană, aria protejată conține 18 habitate naturale: Cursuri de apă de la nivel de câmpie la nivel montan, cu vegetație Ranunculion fluitantis și Callitricho-Batrachion, Pajiști uscate europene, Matorral arborescenți cu Laurus nobilis, Tufărișuri termo-mediteraneene și de pre-deșert, Pseudostepă cu ierburi și specii anuale de Thero-Brachypodietea, Formațiuni ierboase bogate în specii de Nardus, dezvoltate pe substraturi silicioase în zone montane (și în zone submontane, în Europa continentală), Pajiști cu Molinia pe soluri calcaroase, turboase sau argilos-nămoloase (Molinion caeruleae), Liziere de ierburi înalte hidrofile de câmpie și de nivel montan până la alpin, Fânețe de joasă altitudine (Alopecurus pratensis, Sanguisorba officinalis), Grohotișuri termofile și vest-mediteraneene, Pante stâncoase silicioase cu vegetație casmofită, Roci stâncoase cu vegetație pionieră de Sedo-Scleranthion sau Sedo albi-Veronicion dillenii, Păduri aluvionare cu Alnus glutinosa și Fraxinus excelsior (Alno-Padion, Alnion incanae, Salicion albae), Păduri mixte riverane de Quercus robur, Ulmus laevis și Ulmus minor, Fraxinus excelsior sau Fraxinus angustifolia, de-a lungul marilor râuri (Ulmenion minoris), Păduri de stejar galițio-portugheze cu Quercus robur și Quercus pyrenaica, Păduri de Castanea sativa, Galerii de Salix alba și de Populus alba, Păduri de Quercus suber.
La baza desemnării sitului se află mai multe specii protejate:
- plante (1): Centaurea micrantha subsp. herminii
- amfibieni (1): Chioglossa lusitanica
- mamifere (6): lupul (Canis lupus), Galemys pyrenaicus, vidră de râu (Lutra lutra), liliac cărămiziu (Myotis emarginatus), liliacul mare cu potcoavă (Rhinolophus ferrumequinum), liliacul mic cu potcoavă (Rhinolophus hipposideros)
- nevertebrate (8): croitorul mare al stejarului (Cerambyx cerdo), fluturele auriu (Euphydryas aurinia), Euplagia quadripunctaria, Gomphus graslinii, rădașcă (Lucanus cervus), Macromia splendens, Margaritifera margaritifera, Oxygastra curtisii
- pești (3): Pseudochondrostoma duriense, Rutilus alburnoides, Rutilus macrolepidotus
- reptile (2): Lacerta schreiberi, Mauremys leprosa

Pe lângă speciile protejate, pe teritoriul sitului au mai fost identificate 2 specii de plante, 4 specii de amfibieni, 1 specie de mamifere, 1 specie de pești, 3 specii de reptile.